# Vnislav
Vnislav foi um governante da Boémia. Fez parte do grupo de governantes considerados lendários. Foi antecedido no poder por Vojen e sucedido por Kresomysl.